# Gare de Binéfar
La gare de Binéfar est une gare desservant la commune de Binéfar, en Aragon. Elle est située au point kilométrique 138,3 sur la ligne reliant Madrid à Barcelone. Elle est inaugurée en 1861, lorsque le tronçon Saragosse - Lérida de la ligne de Madrid à Barcelone est mis en service. 